# Abbaye de Maroilles
L' ancienne abbaye de Maroilles est un ancien monastère de moines bénédictins fondé vers 650 à Maroilles (Nord), dans l'Avesnois. Située en zone frontière, l'abbaye fut richement dotée et sa puissance attisa de multiples convoitises.
Le respect des chartes de franchises qui fixaient les obligations réciproques des abbés et des paysans fut l'objet de nombreux procès. Lors de la Révolution française, l'abbaye fut mise à sac et partiellement détruite par les villageois de la région.
Les éléments subsistant aujourd'hui sont le moulin et la grange dîmière, qui a été réhabilitée pour en faire une maison de l'environnement et du tourisme. Ils ont été inscrits à l'inventaire des monuments historiques en 1977. Le nom de l'abbaye reste associé au fromage de Maroilles qui y fut créé.

## Localisation

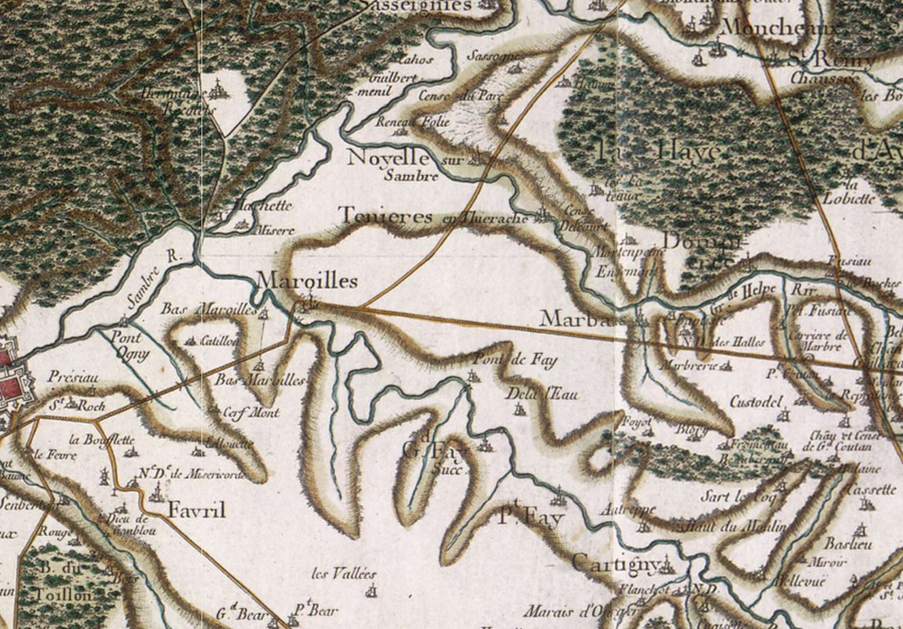
Maroilles sur la carte de Cassini vers 1759.

L'abbaye était située en lisière de la forêt de Mormal, aux bords de l'Helpe Mineure.
Puissamment alimentée par les précipitations de l'Avesnois qu'elle traverse, l'Helpe Mineure est une rivière fort abondante. Elle est alimentée par de nombreuses sources en période hivernale, son débit est nettement plus élevé - 5,5 fois plus - en hiver qu'en été. De nos jours, le débit spécifique (ou Qsp) de la rivière affiche de ce fait le chiffre robuste de 13,6 litres par seconde et par kilomètre carré de bassin.

## Historique

### Fondation à l'époque mérovingienne

Blason des « villages de Saint-Humbert », figurant le cerf des Vitae de saint Humbert.

Au début du VIIe siècle, toute la région était composée de forêts et d'anciennes villae gallo-romaines retournées en friche. Les forêts de la rive gauche de la Sambre restèrent domaine royal tandis que la rive droite était progressivement concédée en donation à des abbayes via l'aristocratie mérovingienne : l'abbaye d'Haumont avait été établie en 643 et celle de Maubeuge le fut en 661. L'abbaye de Maroilles fut fondée vers 650 par le comte de Famars, Radobert, un noble franc apparenté aux pippinides. Son premier abbé, Humbert, était également un propriétaire terrien, originaire du Laonnois ; il effectua en 674 une donation à l'abbaye d'une propriété à Mézières-sur-Oise, et de ses vignobles, ce qui fait qu'il est considéré comme cofondateur.
Humbert mourut vers 681. Fondée en tant qu'Eigenkloster, l'abbaye demeura quelque temps sous l'influence de la famille du fondateur, un acte de 750 en faisant encore état.

### L'abbaye royale des carolingiens
Au début du IXe siècle, Maroilles devint une abbaye royale. Le culte de saint Humbert y commença à cette époque ; l'abbé de Maroilles, Rodin, obtint l'accord de Charlemagne pour la translation de ses reliques à l'abbaye. Puis l'abbaye subit une double invasion, celle des Normands qui commencent au IXe siècle et celle des Hongrois[réf. nécessaire].
Après le partage de Verdun en 843, la région devient une zone frontière en Francie occidentale. Étant abbaye royale, Maroilles est touchée par la politique de sécularisation des Carolingiens, aussi nommée « politique abbatiale » qui consiste à transférer les biens d'une église dans le domaine public et à donner les fonctions ecclésiastiques à des laïcs, fidèles du roi. Charles le Chauve attribue l'abbaye à Enguerrand. Un abbé laïc est nommé avant 870 et une mense conventuelle établit l'entretien d'une trentaine de chanoines.
La communauté de moines était installée sous la règle de Saint-Benoît, que Maroilles conservera jusqu'à la Révolution.

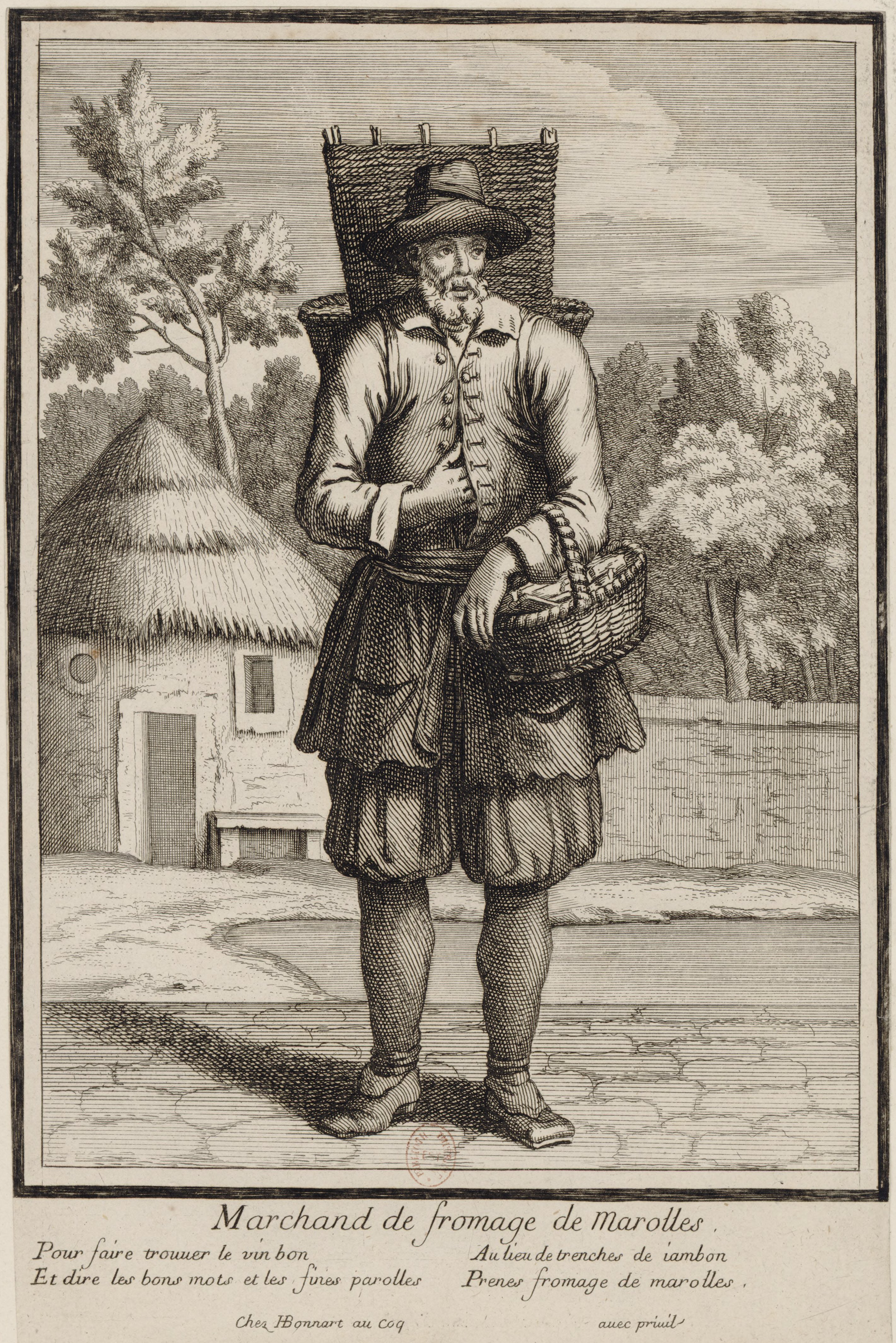
Estampe représentant un marchand de fromage de Marolles au XVII.

Au Xe siècle, les évêques de Cambrai entreprirent des procédures pour s'approprier l'abbaye. Vers 920, l'abbaye de Maroilles fut rattachée à l'évêché de Cambrai et devint une abbaye épiscopale ; c'est la seule en ce cas dans le Hainaut, toutes les autres abbayes étant progressivement passées sous le contrôle des Reignier, comtes de Hainaut.
En 921, le roi de Francie occidentale Charles le Simple confirma les propriétés de l'abbaye sur les « villages de Saint Humbert », à savoir Taisnières-en-Thiérache, Noyelles-sur-Sambre, Marbaix et Maroilles. Elle possédait dès cette époque plus de 4300 hectares, avec tous les serfs qui y étaient attachés. L'abbaye obtint une exemption du tonlieu, qui taxait les transports, et un marché fut créé au bourg.
L'abbaye vivait des revenus de ses terres et de la dîme; chaque possesseur de vache payait cet impôt en nature en fromage, nommé au début le craquegnon. Le fromage de Maroilles aurait été créé à cette époque à l'instigation de l'évêque de Cambrai, Enguerrand, qui suggéra d'affiner plus longtemps le craquegnon.
Le 30 avril 948, Otton Ier donne l'abbaye de Maroilles, qui appartenait au comte Isaac, à l'évêque de Cambrai Fulbert ,. Le rattachement à Cambrai ne se fit pas sans mal ; pendant des années, des conflits opposèrent l'abbaye à l'évêché ; ils se terminèrent par l'expulsion des chanoines à l'époque de Gérard Ier de Florennes, évêque de Cambrai de 1012 à 1051. Il rétablit une discipline plus stricte et plus soucieuse du respect de la règle bénédictine mais il réussit également à reconstituer une partie du temporel de l'abbaye.

### Les chartes de franchises
Au XIIe siècle, les droits coutumiers entre seigneurs et paysans commencèrent à être inscrits dans des chartes de franchises, moins favorables aux seigneurs que dans les régions céréalières. En 1202, la charte de Salesches accordait ainsi un droit de ban à l'abbé de Maroilles. Au contraire, la charte établie en 1245, dite « loi des villages de Saint-Humbert » - pour codifier les rapports entre les villageois de ces quatre villages et l'abbaye -  lui refuse ce droit qui est partagé avec la communauté villageoise,.

### Les mutations de la fin du Moyen Âge
Au XIVe siècle, avec la peste noire, la population du Hainaut fut réduite d'un tiers, et l'agriculture entama une lente mutation. L'abbaye fit fortune en consacrant ses terres à l'élevage. La richesse et la puissance de l'abbaye, l'une des trois plus importantes du Hainaut dans sa partie aujourd'hui française, attisèrent de multiples convoitises. Le comte Jean II d'Avesnes parvint à échanger en 1304 son village de Forest-en-Cambrésis contre la ferme de Renaut-Folie ; l'abbaye en obtint la restitution en 1495. De nombreux conflits eurent également lieu avec les villageois qui entendaient faire respecter leur charte : les désaccords portaient sur l'assolement ainsi que sur la clôture par les moines de prés communaux. Le bocage de Thiérache se développa à cette époque, enclosant de haies vives les pâturages réservés aux troupeaux individuels.

### Époque moderne

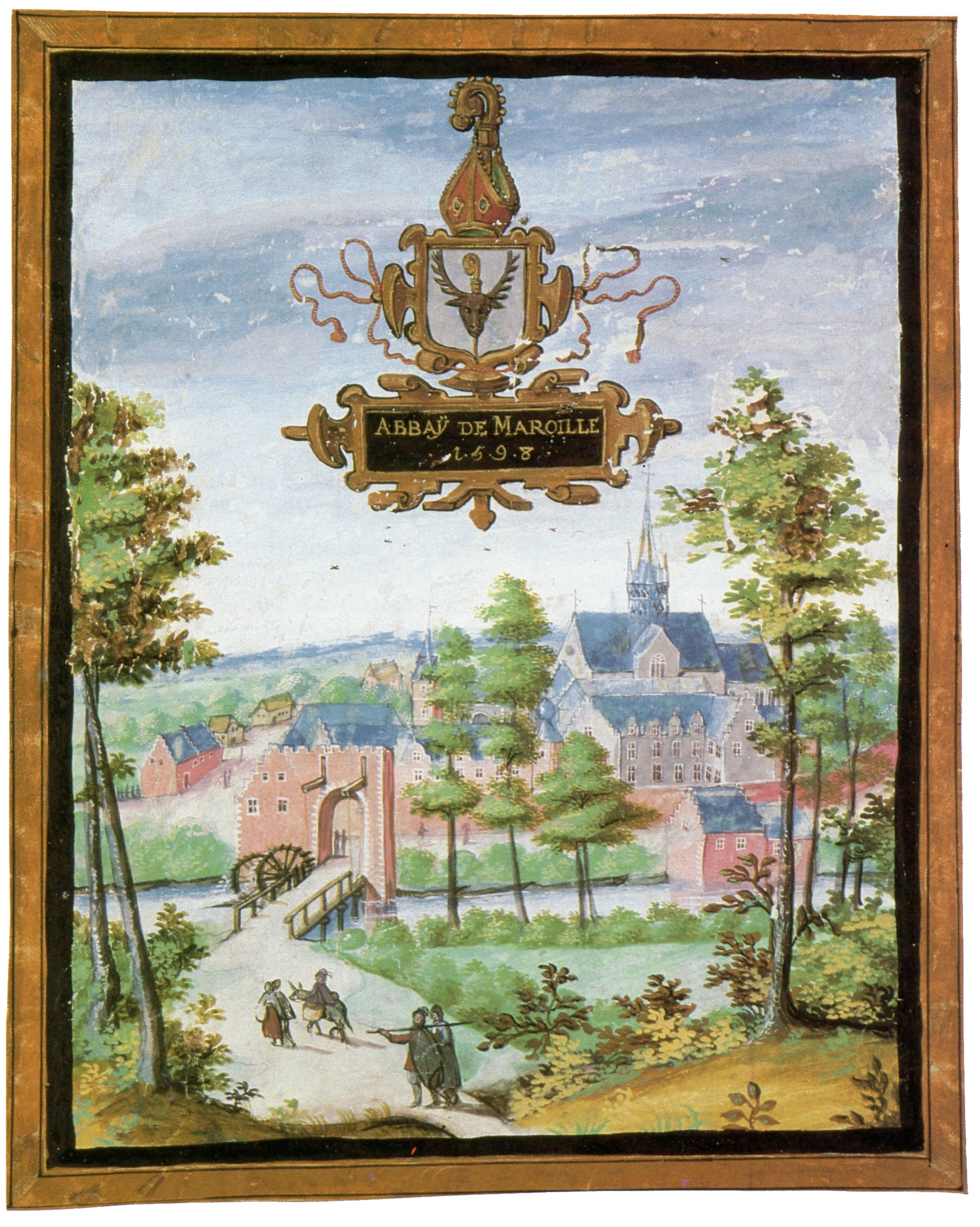
Abbaye de Maroilles en 1598, à l'époque de l'abbé Frédéric d'Yve (Albums de Croÿ).

L'abbaye et ses terres souffrirent du passage des troupes de Henri II de France lors des guerres d'Italie qui touchèrent le Hainaut aux XIVe et XVe siècles. Après la paix du Cateau-Cambrésis, Frédéric d'Yve fut nommé abbé par Marguerite de Parme en 1564 et devint conseiller de Philippe II d'Espagne. Des reconstructions importantes furent entreprises au XVIe siècle, quand l'abbaye connut une certaine apogée. L'actuel moulin à farine fut construit en 1576 et agrandi sous l'abbatiat de Simon Bosquier en 1634.
Après la guerre de Trente Ans, la région fut rattachée au royaume de France par le traité des Pyrénées de 1659, ce qui n'entama pas sa prospérité. Sous l'abbatiat d'Alexandre de Brissy, l'abbaye connaissait une importante activité musicale et fit construire de nouveaux orgues.

### Le «vacarme de Maroilles»
Le 29 juillet 1789, les habitants de Taisnières, en procès depuis longtemps avec l'abbaye, la mirent à sac. Cet épisode est connu sous le nom de « vacarme de Maroilles ».
L'abbaye servit de carrière de pierre entre 1791 et 1794 et l'abbatiale, le quartier de l'abbé, le cloître et les autres bâtiments ont disparu ; seuls demeurent aujourd'hui le moulin, la grange dîmière, le logis des hôtes, le logement du portier et des éléments de portail réemployés dans un arc de triomphe.

## Architecture

### Plan général

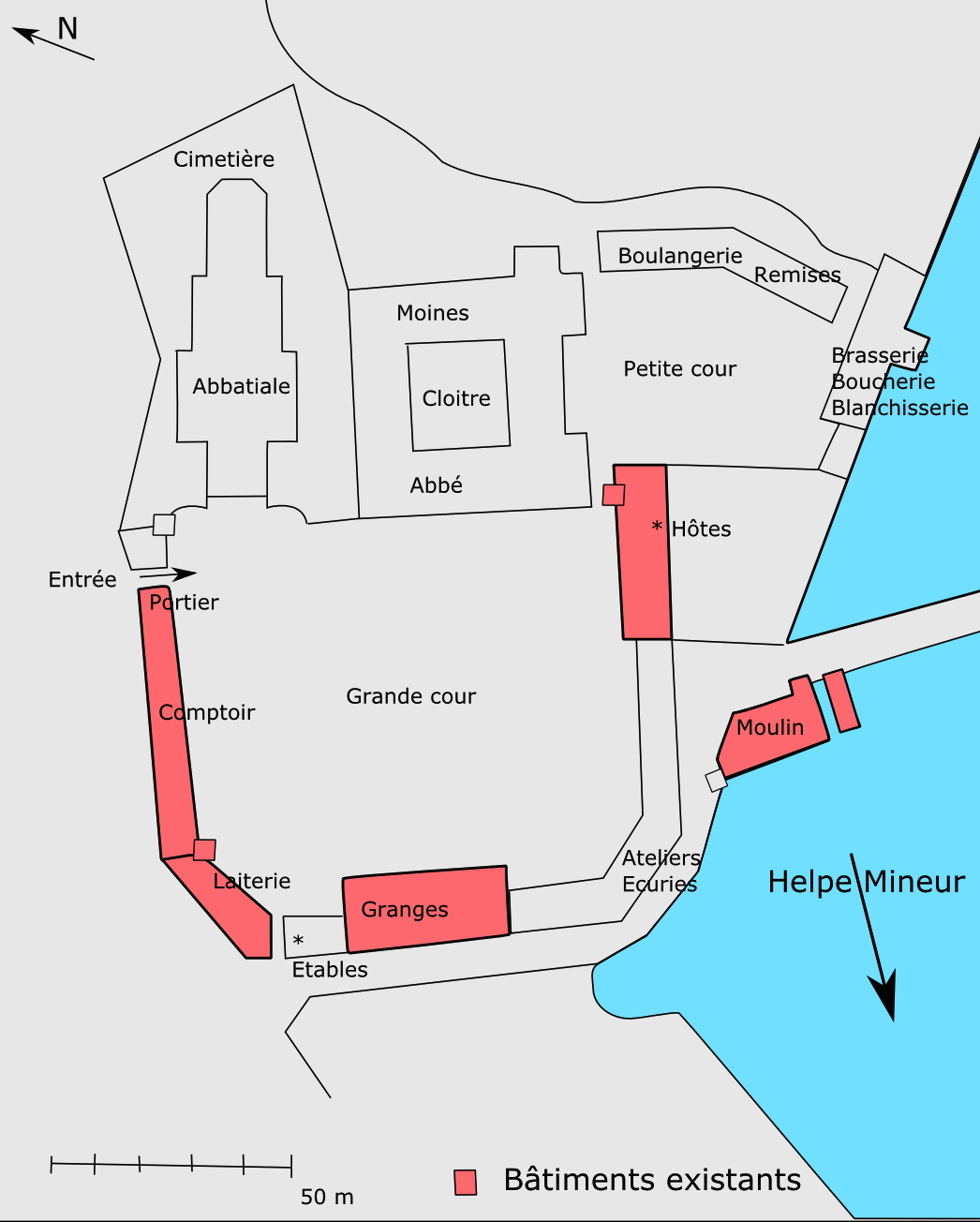
Plan de l'abbaye (en rouge les bâtiments subsistants).
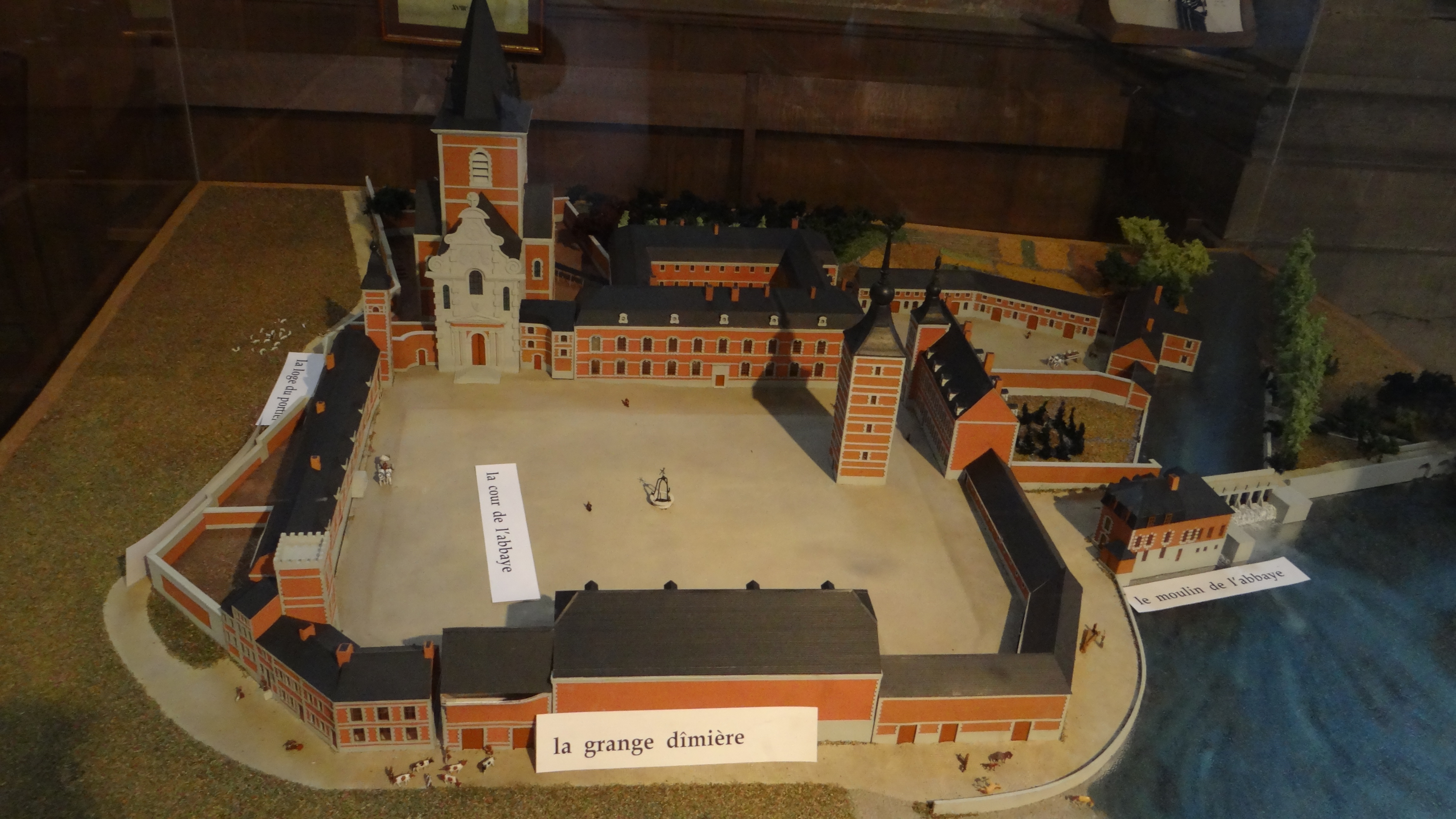
Maquette de l'abbaye.

## Monument historique

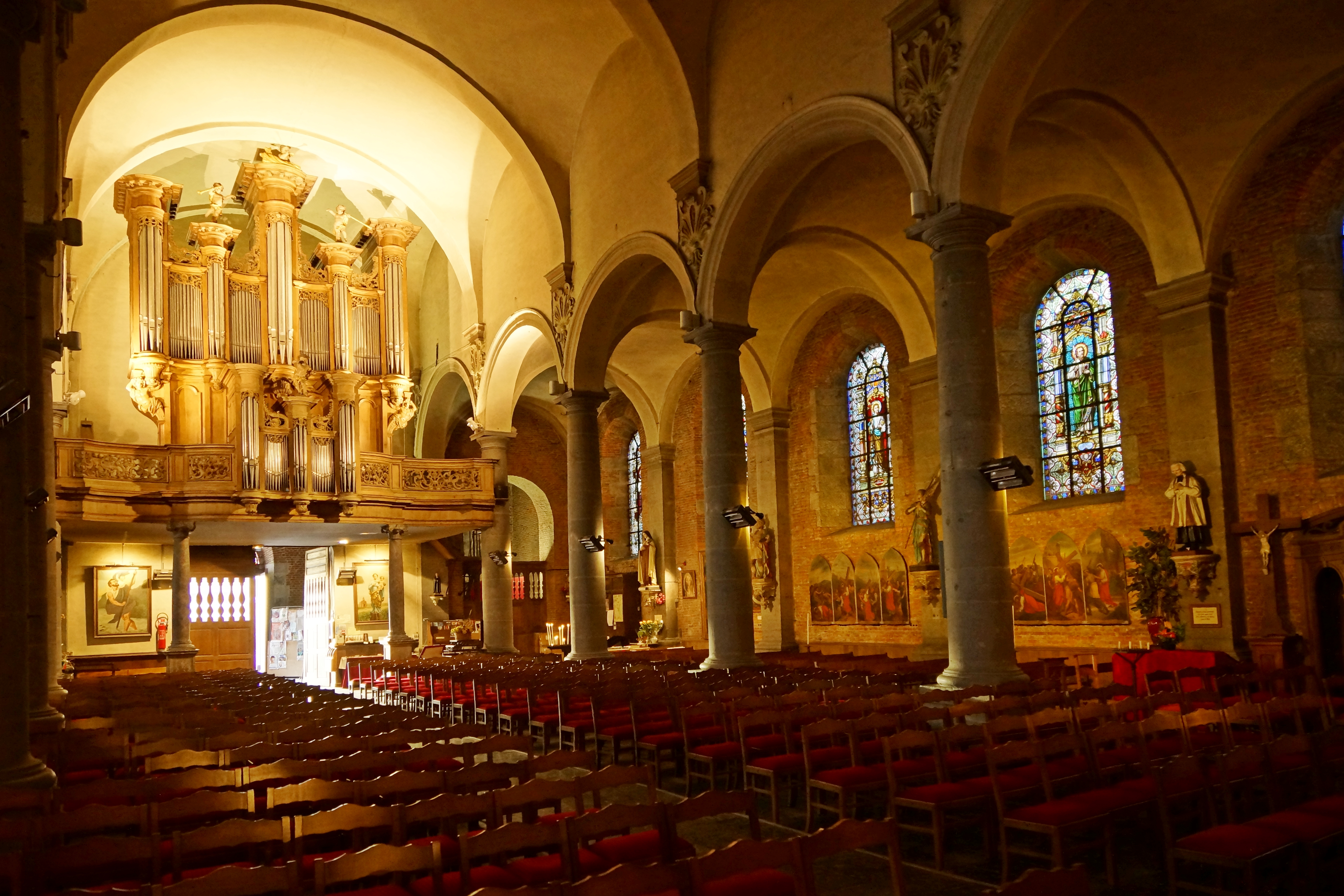
L'orgue du XVIII.

L'abbaye et son moulin ont été inscrits à l'inventaire des monuments historiques le 16 mars 1977,.
La grange dîmière a été réhabilitée pour en faire la maison de l'environnement et du tourisme du Parc naturel régional de l'Avesnois, centre d'interprétation et d'information sur le patrimoine naturel et culturel de l'Avesnois et lieu d'exposition et d'explication des richesses locales.
La commune de Maroilles est propriétaire du moulin depuis 2012 et envisage de le remettre en fonction pour produire de l'électricité.
L'orgue de l'abbaye est également classé aux monuments historiques depuis 1963 (partie instrumentale) et 1965 (buffet) ; il est désormais installé dans l'église Saint-Humbert de Maroilles.

### Sources et bibliographie
- Archives départementales du Nord, série 11H.
- A.-J.Michaux, Épisodes de l'Histoire de l'Abbaye de Saint-Humbert de Maroilles, en Hainaut, Mémoire de la Société archéologique et historique d'Avesnes, 1884 lire en ligne.
- J.-M. Duvosquel, La « vita » de Saint Humbert : premier abbé de Maroilles, 1972.
- J.-M. Duvosquel, Le domaine de l'abbaye de Maroilles à l'époque carolingienne (1970).
- Structures agraires et vie rurale dans le Hainaut à la fin du Moyen Âge, [lire en ligne]
- A.-M.Helvétius, Abbayes, évêques et laïques : une politique du pouvoir en Hainaut au Moyen Âge (VIIe – XIe siècle), Bruxelles, 1994.
- Gérard Sivéry, Terroirs et communautés rurales dans l'Europe Occidentale au Moyen Âge, Presses Univ. Septentrion, 1990 (lire en ligne)